# Alain Penaud
Pour les articles homonymes, voir Penaud.

a Compétitions nationales et continentales officielles uniquement.

b Matchs officiels uniquement.
Dernière mise à jour le 20 février 2010.
Alain Penaud, né le 19 juillet 1969 à Juillac (Corrèze), est un joueur français de rugby à XV, actif de 1987 à 2007, qui évolue au poste de demi d'ouverture. International français à 32 reprises, il joue essentiellement en club avec le CA Brive.
Son fils Damian, né en 1996, joue à l'Union Bordeaux Bègles et avec l'équipe de France. Il est champion de France en 2017 avec l'ASM Clermont Auvergne.

## Biographie

### Carrière sportive

#### Révélation auCA Brive
Alain Penaud se révèle avec le club du CA Brive au début des années 1990. Aux côtés de Sébastien Viars ou des frères Carrat, il forme une ligne arrière redoutable et flamboyante.

#### Premières sélections en Équipe de France
Sélectionné pour le Tournoi des Cinq Nations 1992, il remporte sa première victoire marquante, à l’automne, en battant les Springboks lors du second match de leur tournée.
Non sélectionné lors du Tournoi victorieux de 1993, il participe, l’été suivant, à la retentissante tournée du XV de France en Afrique du Sud (un match nul et une victoire), puis au succès, à l’automne, contre l’Australie (suivi d’une défaite). À l’issue du Tournoi 1994, Penaud disparait à nouveau de l’équipe de France, manquant la Coupe du monde 1995. Semblant trouver grâce aux yeux du nouvel entraîneur, Jean-Claude Skrela, il est retenu fin 1995 pour recevoir la Nouvelle-Zélande. Privée de ses cadres et promise à une déroute, la France remporte, avec brio, le premier test avant de s’incliner au second.
Au cours des deux années suivantes, Penaud n’apparait que par intermittence en équipe de France, prenant tout de même part à deux matchs du Grand Chelem 1997, notamment la victoire in extremis contre les Anglais à Twickenham. Après une défaite à Brisbane à l’été 1997, son nom disparait des sélections ; il manque ainsi la Coupe du monde 1999.

#### Vainqueur de la coupe  d’Europe 1997
Le 25 janvier 1997, il est capitaine du CA Brive pour la finale de la Coupe d'Europe (première édition avec les clubs anglais) à l'Arms Park de Cardiff face aux Leicester Tigers, les Brivistes s'imposent 28 à 9 et deviennent les deuxièmes champions d'Europe de l'histoire après le Stade toulousain en coupe d'Europe de rugby à XV 1995-1996.

#### Finaliste de la Coupe d’Europe 1998
La saison suivante, il revient en finale avec le CA Brive au Parc Lescure de Bordeaux face à Bath mais les anglais s'imposent 19 à 18.
C’est toutefois avec le CA Brive que Penaud écrit, à cette période, les plus belles lignes de son palmarès : vainqueur du Challenge Yves du Manoir 1996, vice-champion de France 1996, vainqueur de la Coupe d’Europe 1997 puis finaliste l’année suivante face à Bath.

#### Un an aux Saracens en 1999
Au lendemain de sa deuxième finale européenne, Penaud rejoint les Saracens de Londres. Malgré un contrat de trois ans, il ne passe qu’une saison outre-Manche (finissant 3e du championnat), préférant pour des raisons familiales revenir en France, au Stade toulousain.

#### Champion de France 2001 avec leStade Toulousain
Effectuant deux excellentes saisons, Penaud est rappelé à la surprise générale en équipe de France lors du Tournoi 2000. Disputant 2 matchs, il marque 2 essais.
Il remporte surtout l’année suivante le championnat de France, à 31 ans.

#### Retour à Brive en 2002 puis remontée en Top 16
À l'issue de ce titre, il revient au CA Brive, alors relégué en deuxième division. Deux saisons lui sont nécessaires pour ramener le club dans l'élite et, lors de la saison 2003-2004, le promu réalise l'exploit de se qualifier pour les phases finales du championnat de France. Le CA Brive manque de peu une nouvelle qualification l'année suivante et atteint les demi-finales du Bouclier européen face à la Section paloise.

#### Une expérience délicate au Lyon OU en tant qu’entraîneur
Penaud quitte Brive en 2005, après 263 apparitions en championnat sous le maillot blanc et noir, un record qu'il détiendra jusqu'en 2016. Il signe au Lyon olympique universitaire rugby comme joueur-entraîneur. Gangrenée par des mésententes récurrentes avec le second entraîneur, l'équipe n'a pas le rendement escompté et Alain Penaud accepte à la mi-saison une offre du Stade français (vice-champion de France et d'Europe en titre), pour devenir son joker médical. Malgré son âge avancé, il crée la surprise en s'imposant comme l'un des meilleurs joueurs du championnat, brillant même lors des matchs de Coupe d'Europe.
En 2006-2007, il revient finalement honorer son contrat de joueur-entraîneur avec le Lyon OU en Pro D2. Sa fin de saison est malheureusement houleuse puisqu'il écope d'une suspension de 30 jours pour avoir insulté l’arbitre lors d’un match contre l'USA Limoges.

### Style de jeu
Joueur réputé pour son jeu à la main et sa vision du jeu davantage que pour ses talents de buteur, sa carrière internationale est limitée par sa forte personnalité et par les choix tactiques des entraîneurs, de plus en plus axés sur le jeu au pied. Il n'a en effet jamais été sélectionné pour une coupe du monde, alors que sa carrière a couvert cinq éditions (entre 1991 et 2007). Rarement aligné lors des tournois des Cinq Nations, Alain Penaud a marqué l'histoire de l’équipe de France en prenant part à de nombreuses victoires contre des nations du Sud, vainqueur notamment de la tournée en Afrique du Sud en 1993 et de celle en Nouvelle-Zélande en 1994.

### Reconversion extra-sportive
Après sa carrière de rugbyman, il devient directeur commercial d'Andros,.

## Statistiques

### Tournoi des Cinq/Six Nations
| Édition           | Rang | Résultats France | Résultats Penaud | Matchs Penaud |
| ----------------- | ---- | ---------------- | ---------------- | ------------- |
| Cinq Nations 1992 | 2    | 2 v, 0 n, 2 d    | 2 v, 0 n, 2 d    | 4/4           |
| Cinq Nations 1994 | 3    | 2 v, 0 n, 2 d    | 1 v, 0 n, 2 d    | 3/4           |
| Cinq Nations 1996 | 3    | 2 v, 0 n, 2 d    | 0 v, 0 n, 1 d    | 1/4           |
| Cinq Nations 1997 | 1    | 4 v, 0 n, 0 d    | 2 v, 0 n, 0 d    | 2/4           |
| Six Nations 2000  | 2    | 3 v, 0 n, 2 d    | 2 v, 0 n, 0 d    | 2/5           |

Légende : v = victoire ; n = match nul ; d = défaite ; la ligne est en gras quand il y a Grand Chelem.

## Palmarès

### En club
Avec le CA Brive
- Challenge Yves du Manoir :
  - Vainqueur  (1) : 1996 contre la Section paloise
- Championnat de France de première division :
  - Vice-champion (1) : 1996 contre le Stade toulousain
- Coupe d'Europe : 
  - Vainqueur (1) : 1997 contre Leicester Tigers à Cardiff
  - Finaliste (1) : 1998 contre Bath Rugby à Bordeaux

Avec le Stade toulousain
- Championnat de France de première division :
  - Champion (1) : 2001 contre Clermont

### En équipe de France
- 32 sélections
- 62 points inscrits
- 10 essais, 5 drops
- Sélections par année : 10 en 1992, 6 en 1993, 3 en 1994, 2 en 1995, 5 en 1996, 4 en 1997, 2 en 2000
- Grand Chelem en 1997